# Xanthorhoe salvata
Xanthorhoe salvata är en fjärilsart som beskrevs av Richard F. Pearsall 1913. Xanthorhoe salvata ingår i släktet Xanthorhoe och familjen mätare. Inga underarter finns listade i Catalogue of Life.